# Heliodoxa rubricauda
El colibrí colirrojo  o colibrí grande de cuello rosado (Helidodoxa rubricauda) es una especie de ave apodiforme de la familia Trochilidae —los colibríes— perteneciente al género Heliodoxa; anteriormente situada en el género monotípico Clytolaema. Es endémico de la Mata Atlántica del este y sureste de Brasil.

## Distribución y hábitat
Se distribuye a lo largo del litoral atlántico de Brasil, desde el sureste de Bahía a través del este y sur de Minas Gerais, Espírito Santo, Río de Janeiro, São Paulo, Paraná, Santa Catarina hasta el noreste de Río Grande del Sur.
Esta especie es considerada común en sus hábitats naturales: el interior de selvas húmedas, matorrales, parques y plantaciones de banana, desde el nivel del mar hasta los 1500 m de altitud; es más numeroso por debajo de los 500 m.

## Descripción
Es un colibrí relativamente grande, mide en promedio 11 cm de longitud.. El macho es de color verde con la espalda y obispillo cobrizos, la cola es de un rojo cobrizo y la garganta es rubí iridiscente que puede parecer negra desde algunos ángulos. Las hembras son de color verde en las partes superiores y canela en las inferiores. Ambos sexos tienen una mancha ocular blanca y el pico negro y recto.

## Sistemática

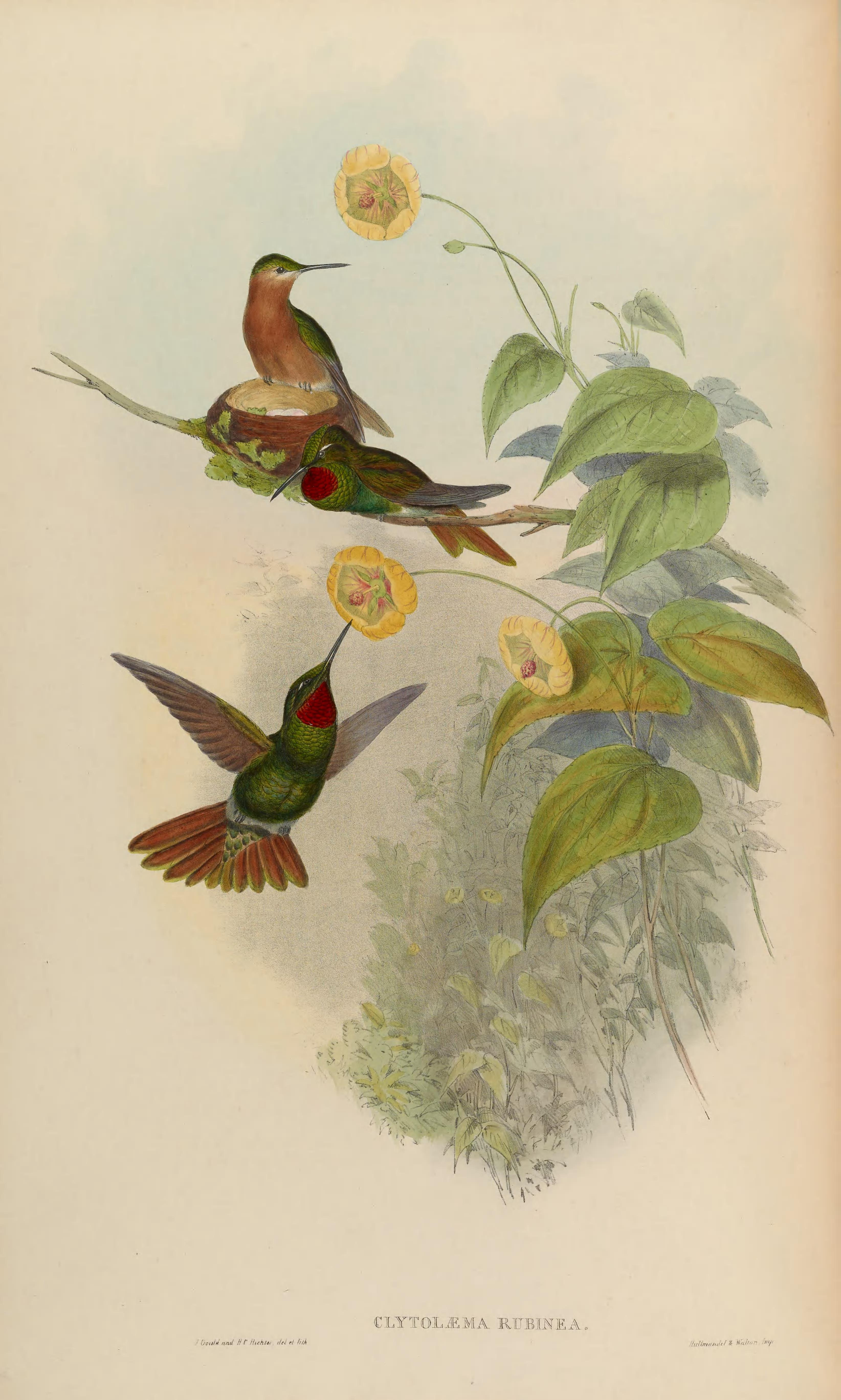
Clytolaema rubinea, sinónimo de Heliodoxa rubricauda, ilustración de Gould y Richter en A monograph of the Trochilidae, or family of humming-birds 4, 1861.

### Descripción original
La especie H. rubricauda fue descrita por primera vez por el naturalista neerlandés Pieter Boddaert en 1783 bajo el nombre científico Trochilus rubricauda; su localidad tipo es: «Brasil», restringido posteriormente para «Río de Janeiro».

### Etimología
El nombre genérico femenino «Heliodoxa» se compone de las palabras del griego «hēlios» que significa ‘sol’, y «doxa» que significa ‘gloria’, ‘magnificencia’; y el nombre de la especie «rubricauda», se compone de las palabras del latín «ruber» que significa ‘rojo’, y «cauda» que significa ‘cola’.

### Taxonomía
La presente especie, la única del género que se distribuye en la Mata Atlántica del este de Brasil,  fue históricamante tratada en un género monotípico Clytolaema, hasta que los amplios estudios genéticos de McGuire et al. (2014) demostraron que la especie estaba profundamente embutida en el género Heliodoxa. En la Propuesta No 928 B al Comité de Clasificación de Sudamérica (SACC) se aprobó la fusión del género Clytolaema en Heliodoxa, lo que fue seguido por algunas de las principales clasificaciones. pero no por otras.
Es monotípica.